# Exochus canidens
Exochus canidens är en stekelart som beskrevs av Henry Keith Townes, Jr. 1959. Exochus canidens ingår i släktet Exochus och familjen brokparasitsteklar. Inga underarter finns listade i Catalogue of Life.